# Kenta Fukuda
Pour les articles homonymes, voir Fukuda.
Pas d'image ? Cliquez ici

a Compétitions nationales et continentales officielles uniquement.

b Matchs officiels uniquement.
Dernière mise à jour le 30 décembre 2023.
Kenta Fukuda (福田 健太, Fukuda Kenta), né le 19 décembre 1996 à Misato, préfecture de Saitama (Japon), est un joueur international japonais de rugby à XV évoluant au poste de demi de mêlée. Il évolue avec le club des Tokyo Sungoliath en League One depuis 2024.

## Biographie

### Carrière en club
Kenta Fukuda fait partie de l'effectif des Sunwolves pour la saison 2020 de Super Rugby, mais ne prend part à aucun de leurs matchs.
Depuis la saison 2021, il joue pour le club des Toyota Verblitz dans le championnat japonais.

### Carrière internationale
Kenta Fukuda est retenu dans le groupe japonais pour disputer la Coupe du monde 2023, compétition durant laquelle il dispute six minutes de jeu face aux Samoa et ainsi obtient sa première cape internationale avec l'équipe du Japon.

## Palmarès
Néant